# بيل ميلنر
بيل ميلنر (بالإنجليزية: Bill Milner)‏ هو ممثل بريطاني، ولد في 4 مارس 1995 في المملكة المتحدة.

## أعمال

### أفلام
- (2007) سن أوف رامباو[12]
- (2011) الدرجة الأولى[13]
- (2013) لوك[14]
- (2016) أنثروبويد
- (2017) آي بوي
- (2018) رسول

## وصلات خارجية
- بيل ميلنر على موقع IMDb (الإنجليزية)
- بيل ميلنر على موقع ألو سيني (الفرنسية)
- بيل ميلنر على موقع أول موفي (الإنجليزية)
- بيل ميلنر على موقع قاعدة بيانات الأفلام السويدية (السويدية)
- بيل ميلنر على موقع قاعدة بيانات الفيلم (الإنجليزية)
- بيل ميلنر على موقع كينوبويسك (الروسية)